# Europawahl in Estland 2019
Die Europawahl in Estland 2019 fand am 26. Mai 2019 statt. Sie wurde im Rahmen der EU-weit stattfindenden Europawahl 2019 durchgeführt. Sie war die vierte Direktwahl zum Europäischen Parlament seit dem Beitritt der Republik Estland zur Europäischen Union im Jahr 2004.
In Estland wurden zunächst 6 Mandate im Europäischen Parlament vergeben; nach dem EU-Austritt des Vereinigten Königreichs wird noch ein weiterer Abgeordneter aus Estland in das Europaparlament einziehen.
Die Wahl fand fast drei Monate nach der Estnischen Parlamentswahl am 3. März 2019 statt.

## Wahlrecht
Wahlberechtigt sind alle EU-Bürger, die in die estnischen Wählerverzeichnisse eingetragen sind. Sie müssen am Wahltag mindestens 18 Jahre alt sein. Das Mindestalter für das passive Wahlrecht liegt in Estland bei 21 Jahren. Angehörige der Streitkräfte sind vom Wahlrecht ausgenommen.
Die Wahllokale sind am Wahltag von 9:00 bis 20:00 Uhr geöffnet. Zwischen dem zehnten und dem siebenten Tag vor der Wahl können Wähler außerhalb ihres Wohnorts bereits die Stimmen in Vorwahlbüros abgeben. Die Wahl ist bei einem Auslandswohnsitz auch als Briefwahl oder in einer estnischen Auslandsvertretung möglich.
Daneben können Wähler bis zum vierten Tag vor der Wahl ihre Stimme auch über das Internet mittels einer digitalen Signatur abgeben. Sie benötigen dazu in der Regel ihren elektronischen Personalausweis, ein Lesegerät und zwei PINs.
Die estnischen Abgeordneten werden nach den Grundsätzen der Verhältniswahl gewählt. Das gesamte Land zählt als ein Wahlkreis. Für die Bestimmung der Abgeordneten findet das D’Hondt-Verfahren Anwendung. Es gilt das System offener Listen, das heißt, die Reihenfolge der Kandidaten auf den Parteilisten wird durch den Wähler bestimmt. Es gibt keine explizite Sperrklausel, durch das Wahlsystem ergibt sich aber eine faktische Sperrklausel von bis zu 12,5 %.

## Parteien und Kandidaten
- S&D: 1
- G/EFA: 1
- ALDE: 3
- EVP: 1

Folgende Parteien werden derzeit regelmäßig in Umfragen abgefragt:
| Partei                          | Europäische Partei | Sitze estnisches Parlament 2015 | Sitze estnisches Parlament 2019 | Sitze europäisches Parlament 2014 | EP-Fraktion |
| ------------------------------- | ------------------ | ------------------------------- | ------------------------------- | --------------------------------- | ----------- |
| Reformpartei (RE)               | ALDE               | 30                              | 34                              | 2                                 | ALDE        |
| Zentrumspartei (K)              | ALDE               | 27                              | 26                              | 1                                 | ALDE        |
| Sozialdemokraten (SDE)          | SPE                | 15                              | 10                              | 1                                 | S&D         |
| Vaterland (Isamaa)              | EVP                | 14                              | 12                              | 1                                 | EVP         |
| Freie Partei (EVA)              | –                  | 08                              | –                               | –                                 | –           |
| Konservative Volkspartei (EKRE) | –                  | 07                              | 19                              | –                                 | –           |
| Grüne (EER)                     | EGP                | –                               | –                               | –                                 | –           |
| Estland 200 (E200)              | –                  | –                               | –                               | –                                 | –           |

Indrek Tarand wurde 2014 als Unabhängiger ins Europaparlament gewählt. Er schloss sich der Grüne/EFA-Fraktion und der Europäischen Grünen Partei an. Er kandidiert nicht mehr für das Europaparlament, sondern trat im März 2019 für die Sozialdemokraten bei den Wahlen zum nationalen Parlament an. Dort konnte er aber kein Mandat erringen.
Isamaa gab im März 2019 überraschend bekannt, mit dem ehemaligen General und Befehlshaber der Verteidigungsstreitkräfte, Riho Terras, als Spitzenkandidaten in die Europawahl gehen zu wollen. Eine Woche später verabschiedete die EKRE ihre Kandidatenliste für das EU-Parlament. Sie beschloss mit ihrem Parteivorsitzenden Mart Helme als Spitzenkandidaten anzutreten. Die SDE stellte die ehemalige Außenministerin und Präsidentschaftskandidatin Marina Kaljurand auf, während die Reformpartei mit ihren langjährigen Vorsitzenden, EU-Kommissar und ehemaligen Ministerpräsidenten Andrus Ansip und die Zentrumspartei mit der Europaabgeordneten Yana Toom als Spitzenkandidaten antraten.

### Verlauf

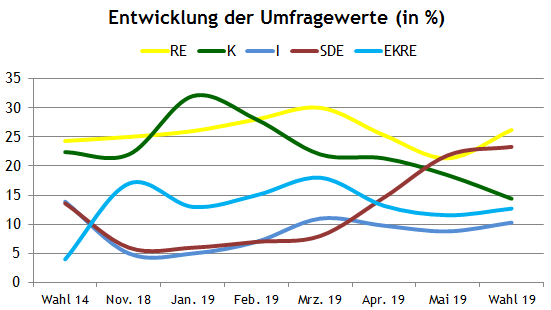
Verlauf der Umfragen von der Wahl 2014 bis zur Wahl 2019

## Umfragen

### Umfragen vor der Wahl
| Institut          | Datum      | RE   | EK   | Isamaa | SDE  | EKRE | EER | E200 | Unabh. | Sonstige |
| ----------------- | ---------- | ---- | ---- | ------ | ---- | ---- | --- | ---- | ------ | -------- |
| Kantar Emor       | 23.05.2019 | 22,8 | 16,8 | 9,4    | 20,6 | 11,8 | 2,7 | 5,0  | 8,7    | 2,2      |
| Norstat           | 22.05.2019 | 21,2 | 19,5 | 9,0    | 21,9 | 11,9 | 2,7 | 4,1  | 6,4    | 4,9      |
| Turu-uuringute AS | 15.05.2019 | 20   | 19   | 9      | 23   | 11   | 3   | 6    | 6,4    | 1        |
| Norstat           | 15.05.2019 | 21,3 | 19,2 | 8,9    | 22,5 | 12,3 | 3,0 | 4,0  | 5,7    | 5,9      |
| Kantar Emor       | 09.05.2019 | 27,5 | 17,8 | 8,2    | 18,2 | 11,3 | 1,3 | 7    | 6,9    | 1,8      |
| Norstat           | 09.05.2019 | 21,3 | 18,3 | 7,8    | 24,7 | 12,8 | 2,7 | 4,0  | —      | 7,7      |
| Norstat           | 02.05.2019 | 22,6 | 18,9 | 10,0   | 21,3 | 11,2 | 3,3 | 4,0  | —      | 8,6      |
| Norstat           | 17.04.2019 | 22,3 | 20,3 | 10,7   | 16,9 | 13,6 | 2,8 | 4,5  | 4      | 1,9      |
| Kantar Emor       | 15.04.2019 | 22,9 | 18,0 | 9,4    | 15,5 | 11,1 | 2,8 | 4,3  | 10,1   | 3,4      |
| Norstat           | 10.04.2019 | 24   | 23   | 10     | 19   | 13   | 4   | 5    | —      | 1        |
| Turu-uuringute AS | 18.03.2019 | 30   | 22   | 11     | 8    | 18   | —   | 4    | —      | 7        |
| Turu-uuringute AS | 20.02.2019 | 28   | 28   | 7      | 7    | 15   | —   | 6    | —      | 9        |
| Turu-uuringute AS | 28.01.2019 | 26   | 32   | 5      | 6    | 13   | —   | 6    | —      | 15       |
| Kantar Emor       | 27.11.2018 | 25   | 22   | 5      | 6    | 17   | 3   | 9    | 11     | 2        |
| Europawahl 2014   | 25.05.2014 | 24,3 | 22,4 | 13,9   | 13,6 | 4,0  | 0,3 | —    | 13,2   | 8,3      |

## Ergebnis
| Listen            | Listen                                    | Stimmen | %    | +/-  | Mandate | +/-     |
| ----------------- | ----------------------------------------- | ------- | ---- | ---- | ------- | ------- |
|                   | Estnische Reformpartei (RE)               | 87.160  | 26,2 | +1,9 | 2       | ±0      |
|                   | Sozialdemokratische Partei (SDE)          | 77.375  | 23,3 | +9,7 | 2       | +1      |
|                   | Estnische Zentrumspartei (K)              | 47.799  | 14,4 | −8,0 | 1       | ±0      |
|                   | Estnische Konservative Volkspartei (EKRE) | 42,265  | 0,0  | +8,7 | 1       | +1      |
|                   | Vaterland (I)                             | 34.188  | 10,3 | −3,6 | – (1)   | −1 (±0) |
|                   | Estland 200 (E200)                        | 10.700  | 3,2  | Neu  | –       | Neu     |
|                   | Grüne (EER)                               | 5.824   | 1,8  | +1,5 | –       | ±0      |
|                   | Biodiversitätische Partei (EE)            | 2.951   | 0,9  | Neu  | –       | Neu     |
|                   | Vereinigte Linkspartei Estlands (EÜVP)    | 221     | 0,1  | Neu  | –       | Neu     |
|                   | Unabhängige 1                             | 23.621  | 7,1  | –    | –       | –1      |
| Gesamt            | Gesamt                                    | 332.104 | 100  |      | 6 (7)   | – (+1)  |
|                   |                                           |         |      |      |         |         |
| Ungültige Stimmen | Ungültige Stimmen                         | 755     | 0,2  | –0,1 |         |         |
| Wähler            | Wähler                                    | 332.859 | 37,6 | +1,1 |         |         |
| Wahlberechtigte   | Wahlberechtigte                           | 885.417 |      |      |         |         |
|                   |                                           |         |      |      |         |         |
| Quelle: VVK       |                                           |         |      |      |         |         |

Sitze in Klammern werden erst nach dem Brexit vergeben.

## Fraktionen im Europäischen Parlament

### Nach Parteien
| Partei                         | Partei                            | Mandate | Fraktion |
| ------------------------------ | --------------------------------- | ------- | -------- |
|                                | Estnische Reformpartei            | 2 / 6   | RE       |
|                                | Sotsiaaldemokraatlik Erakond      | 2 / 6   | S&D      |
|                                | Estnische Zentrumspartei          | 1 / 6   | RE       |
|                                | Eesti Konservatiivne Rahvaerakond | 1 / 6   | ID       |
|                                |                                   |         |          |
| Quelle: Europäisches Parlament |                                   |         |          |

### Nach Fraktionen
| Partei | Partei                                                     | Sitze  | Sitze   | Sitze             |
| Partei | Partei                                                     | Anzahl | +/−     | %                 |
| ------ | ---------------------------------------------------------- | ------ | ------- | ----------------- |
|        | Renew Europe (RE)                                          | 3      | ±0      | 50,00 % (42,86 %) |
|        | Progressive Allianz der Sozialdemokraten (S&D)             | 2      | +1      | 33,33 % (28,57 %) |
|        | Identität und Demokratie (ID)                              | 1      | neu     | 16,67 % (14,29 %) |
|        | Europäische Volkspartei (EVP)                              | 0 (1)  | −1 (±0) | 0 % (14,29 %)     |
|        | Die Grünen/Europäische Freie Allianz (Grüne/EFA)           | 0      | −1      | 0 %               |
|        | Europäische Konservative und Reformer (EKR)                | 0      | ±0      | 0 %               |
|        | Vereinte Europäische Linke/Nordische Grüne Linke (GUE/NGL) | 0      | ±0      | 0 %               |
| Gesamt | Gesamt                                                     | 6 (7)  | — (+1)  | 100,0             |